# Liste des îles et monts sous-marins des Marquises
Cet article liste les îles et monts sous-marins des Marquises. Les îles Marquises forment un des cinq archipels de la Polynésie française.

Carte des îles et monts sous-marins des Marquises

Il a été créé par le point chaud des Marquises. En plus des treize îles actuellement émergées, il a généré d'autres édifices volcaniques sous-marins, qui s'élèvent au-dessus du plancher de l'archipel, situé à environ 4 000 mètres sous le niveau de la mer.

## Îles
Traditionnellement, l'archipel est divisé en deux groupes d'îles, les groupes Nord et Sud.
Le groupe Nord comprend sept îles. Il est en réalité composé lui-même de deux groupes. Celui à l'extrême nord comprend trois îles, toutes inhabitées actuellement. D'ouest en est, il s'agit de ʻEiao, Hatutu et Motu One. Le second groupe, plus central dans l'archipel, comprend quatre îles. D'ouest en est et du nord au sud, on trouve tout d'abord Hatu Iti, formée de deux îlots inhabités, puis Nuku Hiva, la plus grande et la plus peuplée de l'archipel. Plus à l'est vient ensuite vient ʻUa Huka, tandis que ʻUa Pou est la plus au sud de ce groupe. Ces deux dernières sont habitées.
Le groupe Sud comprend six îles, dont trois sont habitées actuellement. Du nord au sud, on trouve Fatu ʻuku, puis Hiva ʻoa, la plus grande et la plus peuplée du groupe Sud. À trois kilomètres seulement au sud de celle-ci, se trouve Tahuata, également habitée. À l'est de cette dernière, Moho Tani est inhabitée. Plus au sud, émerge l'îlot inhabité de Motu Nao, et au sud-ouest de celui-ci se trouve Fatu Iva, habitée, la plus méridionale de l'archipel.

## Monts sous-marins
Ces édifices peuvent être des îles ou atoll immergés (souvent appelés « banc »), des guyots ou des monts n'entrant dans aucune de ces catégories. On compte au moins vingt monts sous-marins, à la profondeur variable. Onze sont nommés.
Dans le groupe à l'extrême nord, au nord-ouest, on trouve quatre monts, dont un seul est nommé : le banc Hinakura. Au sud et à proximité immédiate de Hatutu se trouve le banc 
Motu Nao — qui porte le même nom que l'îlot du groupe Sud —, atoll immergé vestige de l'ancienne barrière corallienne qui entourait l'édifice commun ʻEiao-Hatutu. En allant vers l'est à partir de l'atoll de Motu One, quatre autres monts sont présents, dont le second et le quatrième ont des noms : il s'agit respectivement du banc Jean Goguel  et du banc Clark. Enfin, au sud-ouest de ʻEiao se trouve Motukua.
Dans le groupe Nord, à l'ouest de Hatu Iti prend place le banc Lawson, et au sud deux autres bancs, dont le plus méridional est le banc Marchand, du nom de l'explorateur français Étienne Marchand qui atteignit l'archipel en 1791. Entre Nuku Hiva et Ua Huka se trouve le guyot Tupa. Au sud-est de Ua Pou, on trouve le guyot Kena et le haut-fond Dumont d'Urville, nommé en l'honneur d'un autre explorateur français, Jules Dumont d'Urville.
Dans le groupe Sud, cinq monts prennent place, dont un seul est nommé. Un premier mont se trouve au sud de Tahuata et à l'ouest de Fatuiva, et les quatre autres se trouvent sur la bordure nord-est du plateau des Marquises. Le plus au sud, à l'est de Motu Nao, est le guyot Meihano.

## Tableau récapitulatif
| non nommé                  | EN | Atoll submergé, haut-fond | -46   | nc          | -   | -7.65843 | -140.607  | 7° 39′ 30″ S, 140° 36′ 25″ O  |
| Banc Hinakura              | EN | Atoll submergé, haut-fond | -49   | nc          | -   | -7.92003 | -140.973  | 7° 55′ 12″ S, 140° 58′ 23″ O  |
| non nommé                  | EN | Mont sous-marin           | -1370 | nc          | -   | -7.9463  | -141.3943 | 7° 56′ 47″ S, 140° 23′ 39″ O  |
| non nommé                  | EN | Mont sous-marin           | -462  | nc          | -   | -8.1474  | -141.3763 | 8° 08′ 51″ S, 141° 22′ 35″ O  |
| ʻEiao                      | EN | Île haute à récif ennoyé  | 578   | 5,52 - 4,95 | non | -7.99842 | -140.692  | 7° 59′ 54″ S, 140° 41′ 31″ O  |
| Banc Motu Nao              | EN | Récif barrière            | -9    | nc          | -   | -7.94958 | -140.573  | 7° 56′ 58″ S, 140° 34′ 23″ O  |
| Hatutu                     | EN | Île haute à récif ennoyé  | 407   | 4,90 - 4,70 | non | -7.92204 | -140.574  | 7° 55′ 19″ S, 140° 34′ 26″ O  |
| Motu One                   | EN | Atoll                     | 3     | nc          | non | -7.86801 | -140.377  | 7° 52′ 05″ S, 140° 22′ 37″ O  |
| non nommé                  | EN | Atoll submerge            | -42   | nc          | -   | -7.84987 | -140.163  | 7° 51′ 00″ S, 140° 09′ 47″ O  |
| Banc Jean Goguel           | EN | Atoll submerge            | -35   | 5,3         | -   | -7.87994 | -139.992  | 7° 52′ 48″ S, 139° 59′ 31″ O  |
| non nommé                  | EN | Mont sous-marin           | -1699 | nc          | -   | -8.0705  | -139.822  | 8° 04′ 14″ S, 139° 49′ 19″ O  |
| Banc Clark                 | EN | Atoll submergé, haut-fond | -9    | nc          | -   | -8.09107 | -139.63   | 8° 05′ 28″ S, 139° 37′ 48″ O  |
| Motukua                    | EN | Atoll submergé, haut-fond | -29   | nc          | -   | -8.36674 | -140.904  | 8° 22′ 00″ S, 140° 54′ 14″ O  |
| Banc Lawson                | N  | Atoll submerge            | -14   | nc          | -   | -8.71442 | -140.733  | 8° 42′ 52″ S, 140° 43′ 59″ O  |
| Hatu Iti                   | N  | Île-atoll                 | 220   | nc          | non | -8.68064 | -140.611  | 8° 40′ 50″ S, 140° 36′ 40″ O  |
| non nommé                  | N  | Atoll submergé, haut-fond | -49   | nc          | -   | -9.10029 | -140.624  | 9° 06′ 01″ S, 140° 37′ 26″ O  |
| Banc Marchand              | N  | Atoll submergé, haut-fond | -46   | nc          | -   | -9.16424 | -140.614  | 9° 09′ 51″ S, 140° 36′ 50″ O  |
| Nuku Hiva                  | N  | Île haute à récif ennoyé  | 1227  | 4,83 - 3,08 | oui | -8.87483 | -140.138  | 8° 52′ 29″ S, 140° 08′ 17″ O  |
| Guyot Tupa                 | N  | Atoll submergé, haut-fond | -364  | nc          | -   | -8.77074 | -139.746  | 8° 46′ 15″ S, 139° 44′ 46″ O  |
| ʻUa Huka                   | N  | Île haute à récif ennoyé  | 884   | 3,24 - 0,77 | oui | -8.90913 | -139.548  | 8° 54′ 33″ S, 139° 32′ 53″ O  |
| ʻUa Pou                    | N  | Île haute à récif ennoyé  | 1203  | 3,93 - 2,25 | oui | -9.39629 | -140.076  | 9° 23′ 47″ S, 140° 04′ 34″ O  |
| Guyot Kena                 | N  | Atoll submergé, haut-fond | -628  | nc          | -   | -9.58948 | -139.775  | 9° 35′ 22″ S, 139° 46′ 30″ O  |
| Haut-fond Dumont d'Urville | N  | Atoll submergé, haut-fond | -340  | 3,13 - 2,81 | -   | -9.80372 | -139.628  | 9° 48′ 13″ S, 139° 37′ 41″ O  |
| Fatu ʻuku                  | S  | Île-atoll                 | 361   | 2,65 - 2,54 | non | -9.43265 | -138.923  | 9° 25′ 58″ S, 138° 55′ 23″ O  |
| non nommé                  | S  | Mont sous-marin           | -1776 | nc          | -   | -9.5087  | -138.5623 | 9° 30′ 31″ S, 138° 33′ 44″ O  |
| Hiva ʻoa                   | S  | Île haute à récif ennoyé  | 1213  | 3,12 - 1,87 | oui | -9.76681 | -139.013  | 9° 46′ 01″ S, 139° 00′ 47″ O  |
| Tahuata                    | S  | Île haute à récif ennoyé  | 1050  | 2,86 - 1,74 | oui | -9.94521 | -139.088  | 9° 56′ 43″ S, 139° 05′ 17″ O  |
| Moho Tani                  | S  | Île haute à récif ennoyé  | 519   | 2,46 - 1,76 | non | -9.98547 | -138.831  | 9° 59′ 08″ S, 138° 49′ 52″ O  |
| non nommé                  | S  | Mont sous-marin           | -454  | nc          | -   | -9.8767  | -138.34   | 9° 52′ 36″ S, 138° 20′ 24″ O  |
| non nommé                  | S  | Atoll submergé, haut-fond | -18   | nc          | -   | -10.0198 | -138.217  | 10° 01′ 11″ S, 138° 13′ 01″ O |
| Guyot Meihano              | S  | Atoll submergé, haut-fond | -54   | nc          | -   | -10.2233 | -137.908  | 10° 13′ 24″ S, 137° 54′ 29″ O |
| Motu Nao                   | S  | Île-atoll                 | 4     | 1,27 - 0,74 | non | -10.3627 | -138.416  | 10° 21′ 46″ S, 138° 24′ 58″ O |
| non nommé                  | S  | Mont sous-marin           | -903  | nc          | -   | -10.4    | -138.0266 | 10° 24′ 00″ S, 138° 01′ 36″ O |
| Fatu Iva                   | S  | Île haute à récif ennoyé  | 1125  | 1,91 - 1,18 | oui | -10.4873 | -138.649  | 10° 29′ 14″ S, 138° 38′ 56″ O |